# Dylan Thomas Prize
De Dylan Thomas Prize is een jaarlijkse literatuurprijs voor schrijvers onder de veertig die vernoemd is naar de Britse schrijver-dichter Dylan Thomas.

## Geschiedenis
De prijs werd voor het eerst uitgereikt in de jaren tachtig als de Dylan Thomas Award. Deze werd jaarlijks uitgereikt tot er na enkele edities mee werd gestopt wegens gebrek aan geld. In 2004 werd de prijs met steun van Electronic Data Systems tweejaarlijks opnieuw uitgereikt. Tot 2010 werd de prijs tweejaarlijks uitgereikt, daarna jaarlijks.

## Edities
| Editie | Winnaar                                         | Nominaties |
| ------ | ----------------------------------------------- | --- |
| 1986   | James Lasdun                                    | |
| 1987   | Colin Todd Morton                               | |
| 1989   | Carol Ann Duffy                                 | |
| 2006   | Rachel Trezise, Fresh Apples                    | Lucy Caldwell, Where They Were Missed; Ian Holding, Unfeeling; Nick Laird, Utterly Monkey and To a Fault; James Scudamore, The Amnesia Clinic; Liza Ward, Outside Valentine |
| 2008   | Nam Le, The Boat                                | Caroline Bird, Trouble Came to the Turnip; Ross Raisin, God’s Own Country; Ceridwen Dovey, Blood Kin; Edward Hogan, Blackmoor; Dinaw Mengestu, Children of the Revolution |
| 2010   | Elyse Fenton, Clamor                            | Caroline Bird, Watering Can; Eleanor Catton, The Rehearsal; Karan Mahajan, Family Planning; Nadifa Mohamed, Black Mamba Boy; Emily Mackie, And this is true |
| 2011   | Lucy Caldwell, The Meeting Point                | Benjamin Hale, The Evolution of Bruno Littlemore; Jacob McArthur Mooney, Folk; Téa Obreht, The Tiger’s Wife; Annabel Pitcher, My Sister Lives on the Mantelpiece |
| 2012   | Maggie Shipstead, Seating Arrangements          | Tom Benn, The Doll Princess; Andrea Eames, The White Shadow; Chibundu Onuzo, The Spider King’s Daughter; D.W. Wilson, Once You Break A Knuckle |
| 2013   | Claire Vaye Watkins, Battleborne                | Tim Leach, The Last King Of Lydia; Marli Roode, Call It Dog; Majok Tulba, Beneath The Darkening Sky; James Brookes, Sins Of The Leopard; Jemma L King, The Shape Of A Forest; Prajwal Parajuly, Land where i flee |
| 2014   | Joshua Ferris, To Rise Again at a Decent Hour   | Eleanor Catton, The Luminaries; Eimear McBride, A Girl Is a Half-formed Thing; Kseniya Melnik, Snow in May; Kei Miller, The Cartographer Tries to Map a Way to Zion; Owen Sheers, Mametz; Naomi Wood, Mrs.Hemingway |
| 2015   |                                                 | |
| 2016   | Max Porter, Grief is the Thing with Feathers    | Claire-Louise Bennett, Pond; Tania James, The Tusk that did the Damage; Frances Leviston, Disinformation; Andrew McMillan, Physical; Sunjeev Sahota, The Year of the Runaways |
| 2017   | Fiona McFarlane, The High Places                | Anuk Arudpragasm, The Story of a Brief Marriage; Alys Conran, Pigeon; Jonathan Safran Foer, Here I Am; Yaa Gyasi, Homegoing; Benjamin Hale, The Fat Artist and Other Stories; Luke Kennard, Cain; Hannah Kohler, The Outside Lands; Helen Oyeyemi, What is Not Yours is Not Yours; Sarah Perry, The Essex Serpent; Safiya Sinclair, Cannibal; Callan Wink, Dog Run Moon: Stories; |
| 2018   | Kayo Chingonyi, Kumukanda                       | Carmen Maria Machado, Her Body & Other Parties; Gwendoline Riley, First Love; Sally Rooney, Conversations with Friends; Emily Ruskovich, Idaho; Gabriel Tallent, My Absolute Darling |
| 2019   | Guy Gunaratne, In Our Mad and Furious City      | Nana Kwame Adjei-Brenyah, Friday Black; Zoe Gilbert, Folk; Louisa Hall, Trinity; Sarah Perry, Melmoth; Novuyo Rosa Tshuma, House of Stone |
| 2020   | Bryan Washington, Lot                           | |
| 2021   | Raven Leilani, Luster                           | |
| 2022   | Patricia Lockwood, No One is Talking About This | |